# Venturer (Simulator)

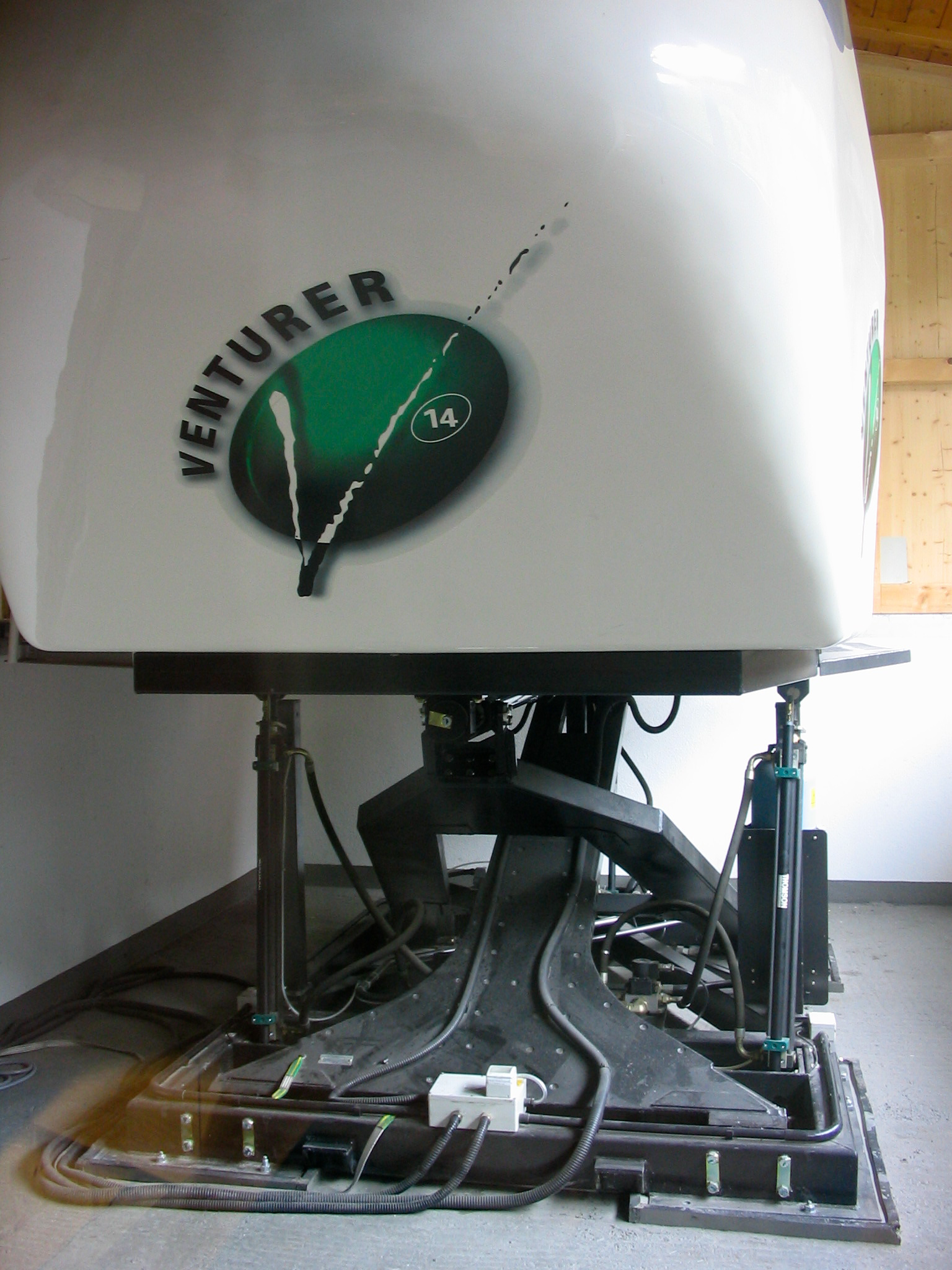
Venturer Simulator im Steinwasen-Park

Venturer ist die mittlerweile gebräuchliche Alltagsbezeichnung für hydraulische Simulatoren. Eine Fahrgastzelle ist hierbei auf drei Hydraulikzylindern montiert und wird synchron zu einem in der Kapsel projizierten Film bewegt. Die Steuerung dafür übernimmt ein externer Filmrechner. Gezeigt werden in diesen Simulatoren meist Spezialfilme und Computeranimationen.
Der Venturer Simulator wurde in verschiedenen Größen für 2 bis zu 14 Personen von der Firma Thomson Simulation gebaut und ist als transportable und statische Anlage konzipiert worden. Alleine in Deutschland wurden über 70 Anlagen installiert. Weltweit gibt es über 650 Anlagen dieses Typs. 
Neben den Simulatoren der Fa. Thomson gibt es noch weitere Hersteller wie ASTROJET und MacFadden.
Spezialversionen nutzen eine gemeinsame Leinwand für mehrere Bewegungseinheiten.